# 波多爾省 (塞內加爾)

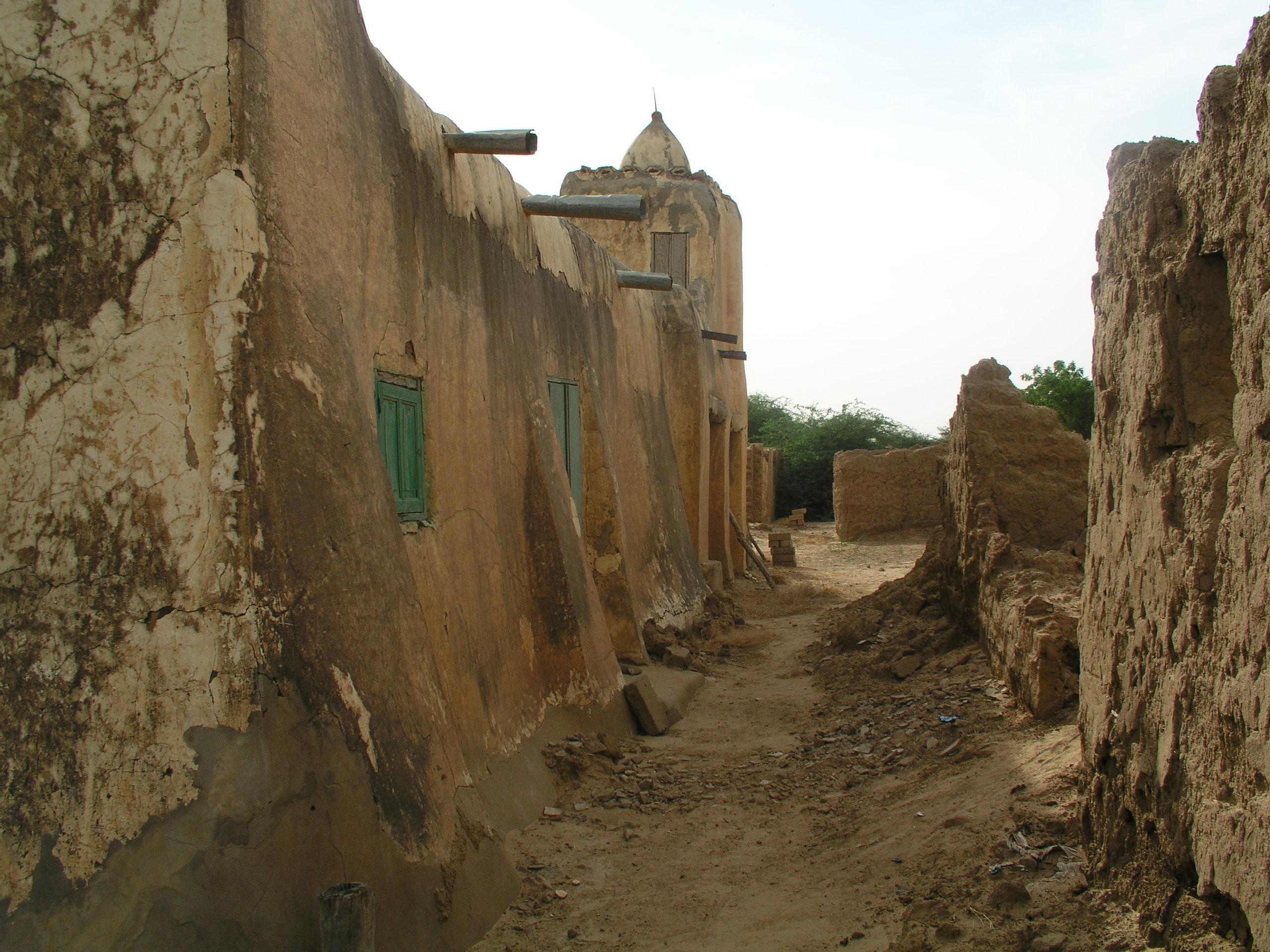

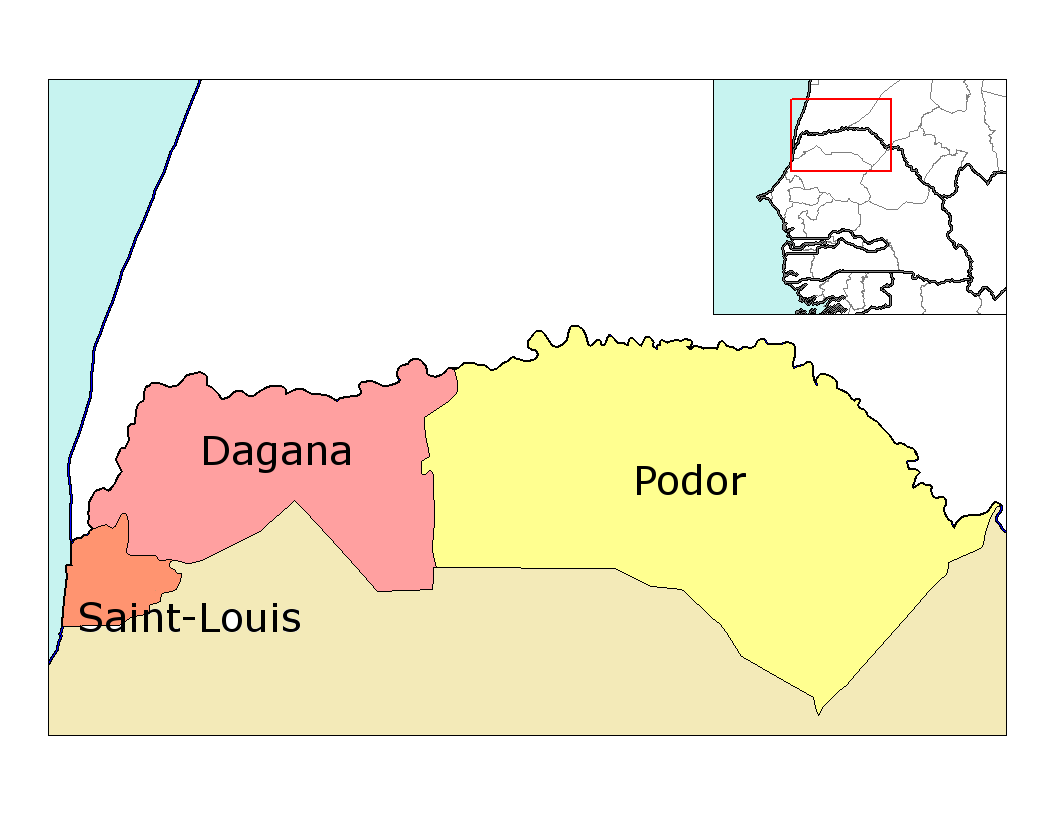

16°38′56″N 14°57′39″W / 16.64889°N 14.96083°W
波多爾省（法語：Département de Podor），是塞內加爾的省份，位於該國北部，由聖路易區負責管轄，首府設於波多爾，西面是達加納省，面積12,947平方公里，2013年人口370,752，人口密度每平方公里29人。